# مجزرة منزل عمر حرب
مجزرة منزل عمر حرب هي مجزرة ارتكبها سلاح جوّ الإحتلال الإسرائيلي يوم الثلاثاء الموافق 12 كانون الأول/ ديسمبر 2023 حينما أغارَ على منزل المواطن عمر حرب في حي الزهور في مدينة رفح . هذه المجزرة من ضمن عدة مجازر وقعت خلال أحداث عملية طوفان الأقصى. تسبّبت هذه المجزرة الإسرائيليّة والتي استهدفت منزل المواطن عمر حرب والذي نزح إليه عدد من سكان منطقة شمال قطاع غزة إلى استشهاد أكثر من 22 شهيدًا.

## خلفية الحدث
في ساعاتِ الصباح الأولى من يوم السابع من أكتوبر 2023 أطلقت حركة المقاومة الإسلامية حماس عبر ذراعها العسكري كتائب الشهيد عز الدين القسام عملية طوفان الأقصى وذلك ردًا على الاعتداءات الإسرائيلية وتدنيس الأقصى والاستمرار في الاستيطان، كما أكّد على ذلك محمد الضيف القائد العام للقسّام والذي أعطى إشارة انطلاق العمليّة التي شهدت اقتحامًا من المقاومين لمستوطنات غلاف غزة ونجحوا في قتلِ عدد كبيرٍ من الجنود الإسرائيلين، وأسر عشرات آخرين كما استطاعوا خلال ساعات قطع عشرات الكيلومترات ووصلوا لمستوطنات أبعد من تلك المحيطة والقريبة من قطاع غزة.
الرد الإسرائيلي على هذه العمليّة جاء من خلال شنّ سلاح الجو الإسرائيلي عشرات الغارات العشوائيّة على القطاع متسبّبة في مقتل عشرات المدنيين وتدمير البنية التحتية لمدن القطاع، ليصل حد فرض إغلاق شامل وقطع متعمد لكل الخدمات من ماء وكهرباء وغاز، وهو ما هدَّد حياة أكثر من مليونَي فلسطيني يعيشُ داخل القطاع الذي يُعاني أصلًا من تبعات الحصار الخانق عليهم منذ ستة عشر عاماً.
وفي مساء يوم 27 أكتوبر/تشرين الأول، أعلن جيش الاحتلال الإسرائيلي بدء الهجوم بري على قطاع غزة من خلال بدء التوغل في بلدة بيت حانون ومخيم البريج. حدث الهجوم وسط سلسلة من الغارات الجوية الإسرائيلية واسعة النطاق التي أدت إلى قطع الاتصالات المتنقلة والوصول إلى الإنترنت في غزة.
وبتاريخ 24 نوفمبر 2023 تم وقف إطلاق النار بين المقاومة الفلسطينية وإسرائيل، وهو وقف إطلاق نار مؤقت جرى في الحرب الدائرة بين فصائل المقاومة الفلسطينية في غزة وإسرائيل. وبتاريخ 2 ديسمبر انتهت الهدنة، وخلال ساعات إنتهاء الهدنة الأولى قام سلاح الطيران الإسرائيلي بشن هجمات صاروخية مكثفة على كافة أنحاء القطاع مع التركيز على المنطقة الجنوبية لقطاع غزة.

## المجزرة
مع ساعات الفجر الأولى ليوم الثلاثاء الموافق 12 كانون الأول/ ديسمبر 2023، قام سلاح الجو الإسرائيلي بقصف منزل المواطن عمر حرب في حي الزهور في مدينة رفح. حيثُ كان المواطن عمر حرب قد أستقبل في منزله عدد كبير من النازحين والذين نزحوا من شمال القطاع وحتى جنوبه. تواجد في المنزل ما يقارب 35 شخص بالإضافة إلى أبناء وزوجة المواطن عمر حرب. جرى قصف المنزل بغارة جوية كبيرة، وأعلنت وزارة الصحة داخل القطاع في حصيلة شبه نهائيّة ارتفاع عدد قتلى هذه المجزرة لـ 22 فلسطينييًا وكان من بينهم أبناء المواطن عمر حرب.

## الضحايا
كان من ضحايا هذه المجزرة، أفراد من عائلة حرب وعائلة أبو الشعر، ونازحون من شمال قطاع غزة.
1. جود اسلام عمر حرب
2. عمار اسلام عمر حرب
3. عبد الحكيم محمد عبد الحكيم أبو الشعر
4. مالك عزيز علي عوض
5. نور محمد عبد الحكيم أبو الشعر
6. ماريا اسلام عمر حرب
7. عبد الحكيم محمود أبو الشعر
8. محمود عبد الحكيم محمود الشعر
9. عبير عمر محمد حرب
10. أحمد محمود حين الخضري
11. إسراء عبد الحكيم محمود أبو الشعر
12. محمد عبد الحكيم محمود أبو الشعر
13. محمد محمد أحمد حرب
14. محمد الهادي عمر محمد حرب
15. إنشراح كامل عبد المنعم أبو الشعر
16. عزيز علي حسن عوض
17. سيدال هاني موسي أبو الجامع
18. أنعام محمود حرب
19. خليل عمر محمد حرب
20. سارة عزيز على عوض
21. نجوى عمر محمد حرب
22. عدلي السمان